# Cyrtanthus loddigesianus
Cyrtanthus loddigesianus är en amaryllisväxtart som först beskrevs av Herb., och fick sitt nu gällande namn av Robert Allen Dyer. Cyrtanthus loddigesianus ingår i släktet Cyrtanthus, och familjen amaryllisväxter. Inga underarter finns listade i Catalogue of Life.